# Arcozelo (Ponte de Lima)
Arcozelo es una freguesia portuguesa del concelho de Ponte de Lima, con 11,87 km² de superficie y 3.932 habitantes (2001). Su densidad de población es de 331,3 hab/km².

## Galería

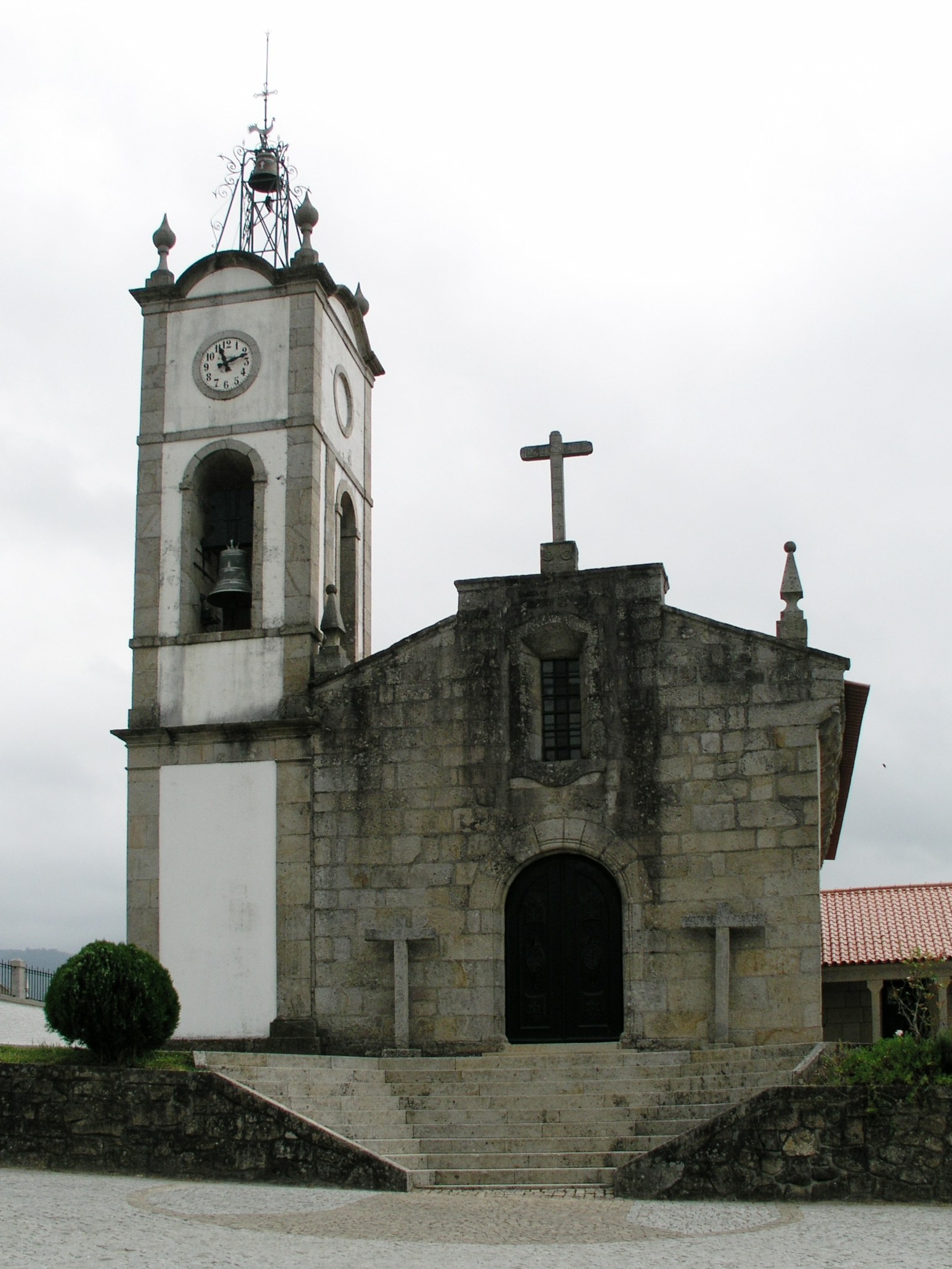
Iglesia de Arcozelo